# 國立臺北科技大學

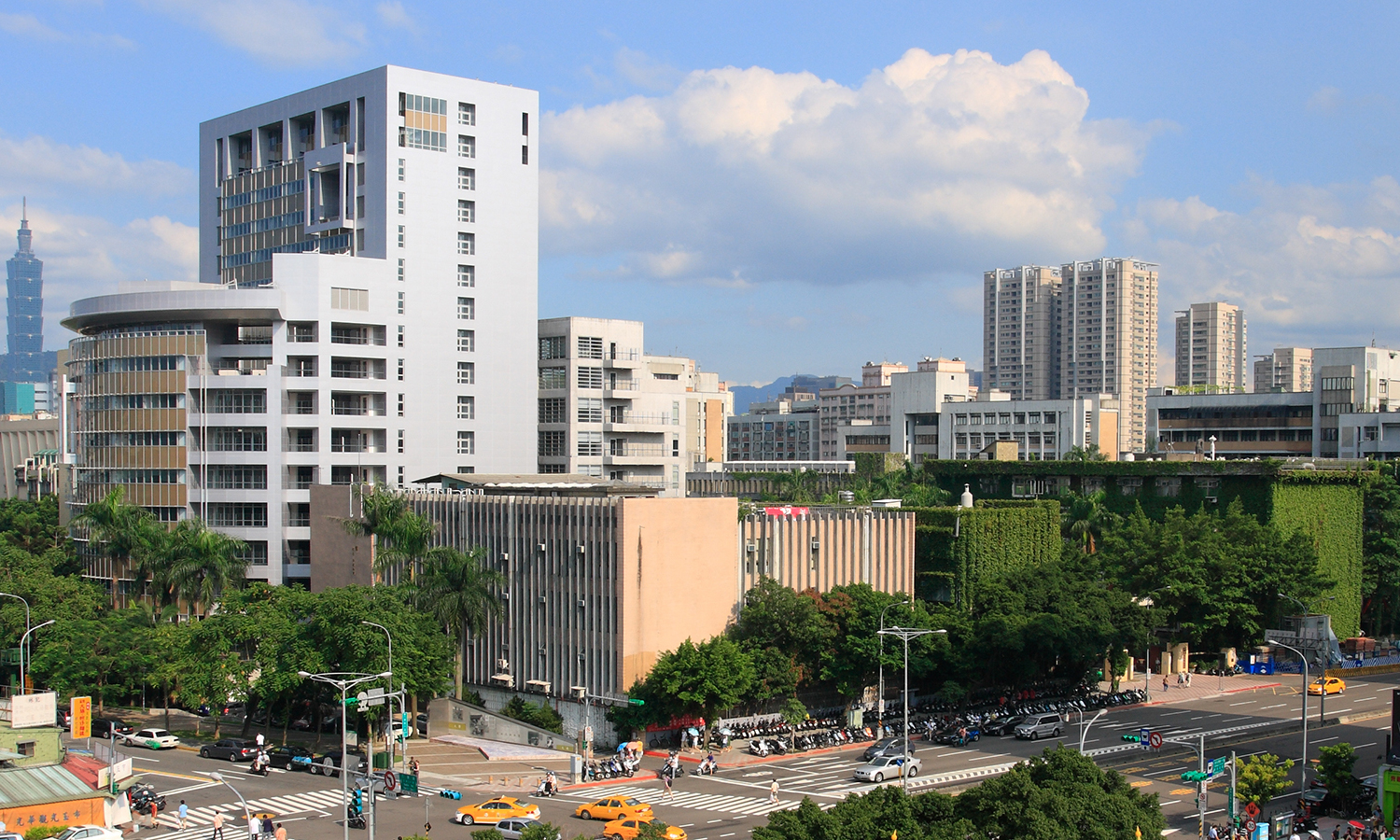
從光華數位新天地俯瞰國立臺北科技大學校園

國立臺北科技大學（簡稱臺北科大、北科大、北科）是位於臺北市大安區的研究型科技大學，前身為日治時期成立的臺北州立臺北工業學校。設有機電、電資、工程、管理、設計、人文與社會科學和創新前瞻科技研究等學院以及美國麻省理工学院的在臺聯合實驗室

## 校史

### 日治時期
1912年創立，由臺灣總督府在臺北廳大加蚋堡大安庄設立民政局學務部附屬工業講習所。1914年民政局學務部附屬工業講習所改名臺灣總督府工業講習所。1918年增設「臺灣總督府工業學校」，1919年改名「臺灣公立臺北工業學校」。1921年改名「臺北州立臺北第二工業學校」，以臺籍學生為對象。1921年「臺灣總督府工業學校」改名為「臺北州立臺北第一工業學校」，以日籍學生為對象。1923年「臺北第一工業學校」及「臺北第二工業學校」合併改稱為「臺北州立臺北工業學校」。

### 戰後時期

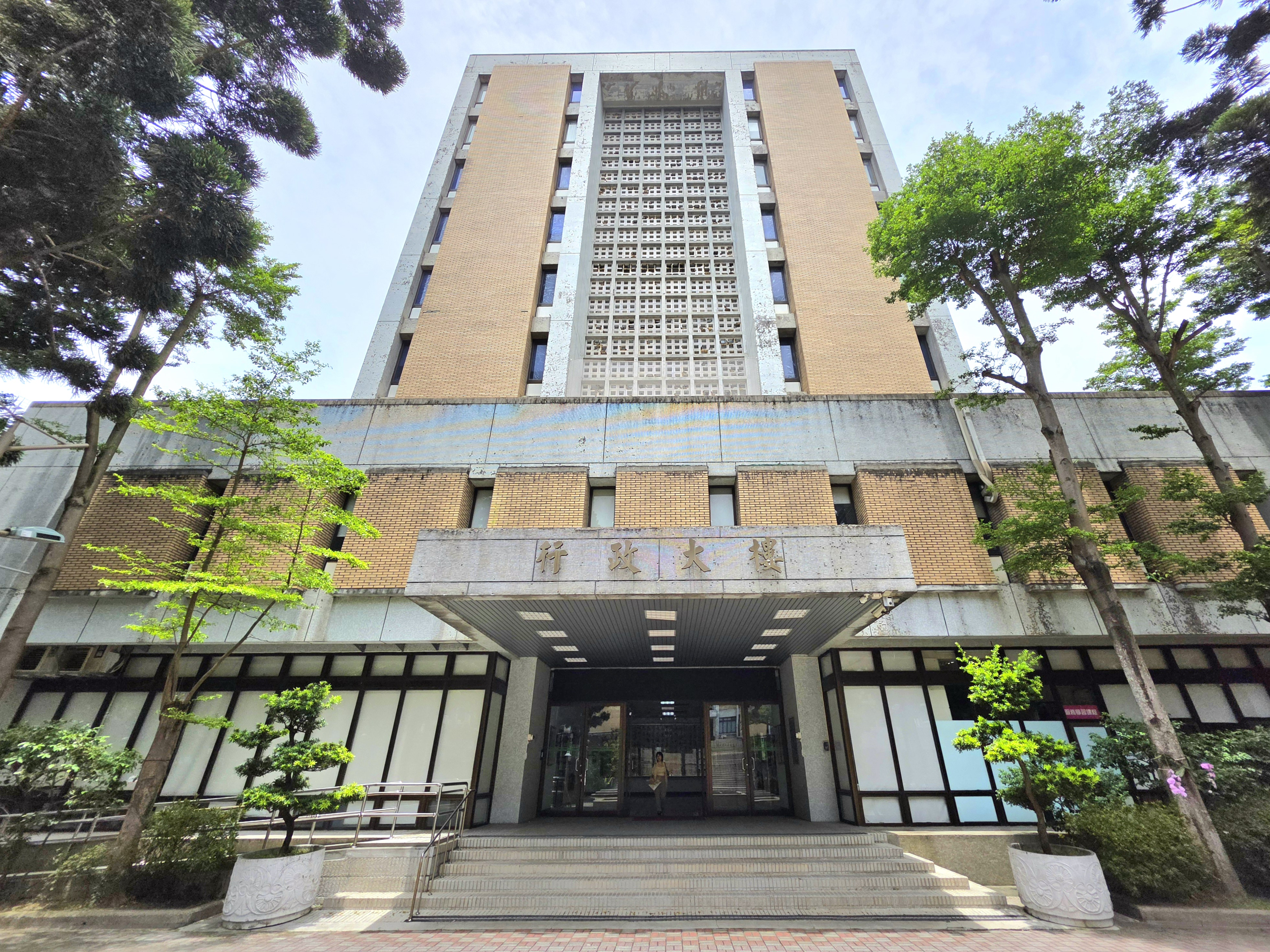
國立臺北科技大學行政大樓，為戰後校內各級行政單位的辦公地點。

1945年戰後改名「臺灣省立臺北工業職業學校」。1948年改制專科學校，改名「臺灣省立臺北工業專科學校」。1981年由台灣省政府教育廳改隸教育部，改名國立臺北工業專科學校。1994年升格國立臺北技術學院，1997年升格國立臺北科技大學。

### 學年制調整
1929年在校名為「臺北州立臺北工業學校」時期，專修科由三年制改為二年制。2018年配合政府政策，計畫重啟五專部及增設「智慧自動化工程科」。

## 校長
| 任屆           | 姓名         | 就任日期   |
| -------------- | ------------ | ---------- |
| 第一任         | 隈本繁吉     | 1912年3月  |
| 第二任         | 矢口玉五郎   | 1914年10月 |
| 第三任         | 吉田佐次郎   | 1919年2月  |
| 第四任         | 高井利五郎   | 1924年8月  |
| 第五任         | 瀧波惣之進   | 1929年12月 |
| 第六任（代理） | 千千岩助太郎 | 1940年2月  |
| 第七任         | 二瓶醇       | 1940年5月  |

| 任屆                                                  | 姓名                     | 就任日期                 |
| 臺灣省立臺北工業職業學校                              | 臺灣省立臺北工業職業學校 | 臺灣省立臺北工業職業學校 |
| ----------------------------------------------------- | ------------------------ | ------------------------ |
| 第一任                                                | 杜德三                   | 1945年12月31日           |
| 第二任                                                | 王石安                   | 1946年9月1日             |
| 第三任                                                | 簡卓堅                   | 1946年10月1日            |
| 臺灣省立臺北工業專科學校(1948年)                      |                          |                          |
| 第四任                                                | 顧柏岩                   | 1949年7月25日            |
| 第五任                                                | 宋希尚                   | 1952年12月4日            |
| 第六任                                                | 康代光                   | 1953年5月11日            |
| 第七任                                                | 張丹                     | 1958年2月10日            |
| 第八任                                                | 趙國華                   | 1965年2月18日            |
| 第九任                                                | 唐智                     | 1971年12月30日           |
| 國立臺北工業專科學校(1981年)                          |                          |                          |
| 第十任                                                | 張文雄                   | 1984年12月31日           |
| 第十一任                                              | 張天津                   | 1989年8月1日             |
| - 國立臺北技術學校(1994年) - 國立臺北科技大學(1997年) |                          |                          |
| 第十二任                                              | 李祖添                   | 2004年2月2日             |
| 第十三任                                              | 姚立德                   | 2011年2月10日            |
| 第十四任                                              | 王錫福                   | 2018年2月1日             |

## 象徵

### 校訓
1959年8月，當時擔任臺北工專訓導主任的李詠湘教授，建議以「誠、樸、精、勤」四字為校訓。經張丹校長與校務會議通過。
- 誠：存誠去偽，修己善群
- 樸：純潔高尚，謙敬節儉
- 精：專研術業，經研求精
- 勤：淬厲奮發，努力不懈

## 組織

### 教學單位
國立臺北科技大學的教學單位如下列：
- 機電學院包含機電學院機電科技博士班、製造科技研究所、自動化科技研究所、機械工程系(所)、車輛工程系(所)、能源與冷凍空調工程系(所)、智慧自動化工程科(五年制專科部)
- 電資學院包含電機工程系(所)、電子工程系(所)、光電工程系(所)、資訊工程系(所)、太空系統工程研究所
- 工程學院包含土木工程系（含土木與防災碩、博士班）、分子科學與工程系（含有機高分子碩、博士班）、環境工程與管理研究所、資源工程研究所、材料科學與工程研究所、化學工程與生物科技系（含化學工程碩、博士班及生化與生醫工程碩士班）、材料及資源工程系
- 管理學院包含管理學院管理博士班、資訊與財金管理系(所)、工業工程與管理系(所)、經營管理系(所)、EMBA、IMBA & IMFI
- 設計學院包含設計學院設計博士班、建築系（含建築與都市設計碩士班）、工業設計系（含創新設計碩士班）、互動設計系(所)
- 人文與社會科學學院包含技術及職業教育研究所、智慧財產權研究所、應用英文系(所)、文化事業發展系(所)
- 創新前瞻科技研究學院包含人工智慧科技學位學程碩、博士班及資訊安全學位學程碩、博士班
- 體育室
- 師培中心
- 通識教育中心

### 研發中心
國立臺北科技大學的研發單位分為校級及院級。
校級研發單位除高教深耕計畫的特色領域研究中心（包含新世代住商與工業節能研究中心及高值生醫材料研究與商品化中心）、聯合研發中心（包含群創光電的北科研發中心及台達電子的北科聯合研發中心）外，其他校級單位如下列
- 水環境研究中心
- 大量客製化積層製造研發中心
- 潔淨技術研發中心
- 智慧紡織科技研發中心
- 精密分析與材料研發中心
- APEC教育創新發展中心
- 資安科技研發中心

院級研發單位依院所分列如下
- 設計學院設有木藝培育暨設計研發中心、創新綠建材研發與推廣中心、豐園北科大木創中心、元宇宙XR研發中心
- 電資學院設有能源監控研究中心、軟體發展研究中心、電力電子技術中心
- 人社學院設有技術及職業教育暨產業人才發展中心
- 工程學院設有循環型環境研究中心、化學材料分析技術研發中心、結構及材料工程維護管理應用發展中心、防災工程科技中心、奈米光電磁材料技術研發中心、前瞻材料與智慧元件技術開發中心、永續創新與評估中心、尖端材料研發中心、無機聚合技術研發中心
- 機電學院設有節能減排研究中心、電能科技研發中心、住商與運輸節能科技研發中心、智慧感測與健康科技研究中心、永續環境控制中心、智慧車電研發中心、數位轉型科技研究中心、鐵道車輛技術研發中心

### 太空系統工程研究所
為發展太空科技及產業，2023年創立「太空系統工程研究所」。同時整合校內電資學院與機電學院的教學資源，並與多個單位簽屬合作意向書，期待可以透過多方合作養成太空科技人才。

### 國立臺北科技大學附屬桃園農工高級中等學校
國立桃園高級農工職業學校2016年併入國立臺北科技大學，改為國立臺北科技大學附屬桃園農工高級中等學校，是台灣第一所高職併入大學的案例。

## 校友
北科大菁英會由光寶宋恭源、葉寅夫等北科大畢業的股市董事長發起，透過產學研合作及海峽兩岸交流，同時也以聯誼委員的運作，實際參與卓越企業參訪觀摩、海峽兩岸交流互訪活動等。
2018年，校友蔡安邦當選中研院院士，是北科大建校百年來首位中研院院士。

## 億光大樓

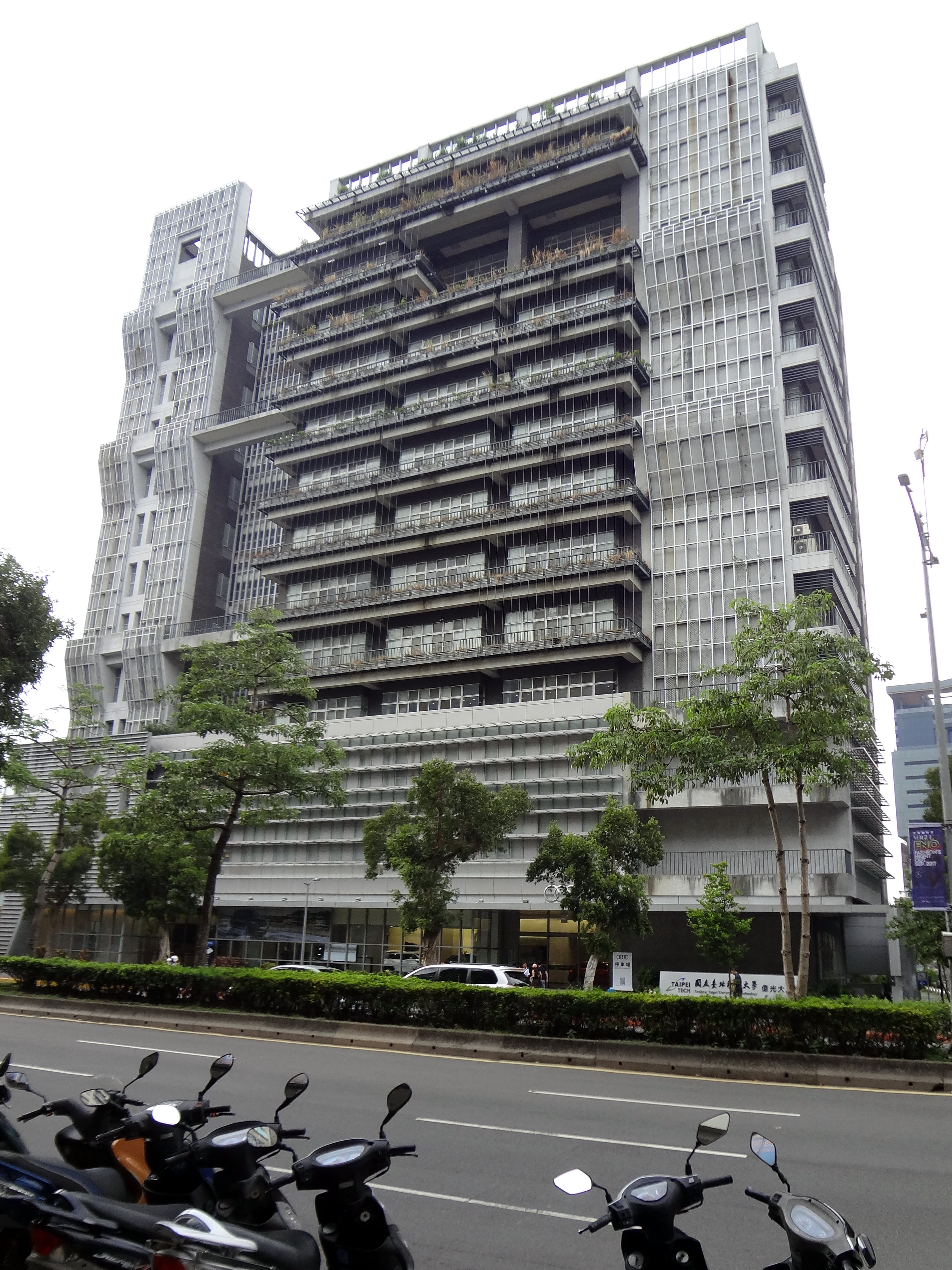
億光大樓

北科大東校區「億光大樓」於2013年11月2日啟用，以捐款者葉寅夫的公司億光電子的名稱命名。

## 台北工業學校紅樓
多所學校日治時期建立的學校內具有紅樓建築，屬於古蹟，台灣科技大學校內的紅樓1998年被登錄市定古蹟的名稱為台北工業學校紅樓，建於1926年，初名御大婚禮二十五周年紀念文庫附屬書庫，2016年以原貌整修為原則進行修復，此後作為用於學校賓客接待及展覽等用途。

## 產學合作
為擴大都會交通運輸、智慧健康照護等領域研發，2017年台北科技大學和麻省理工學院簽署雙項合作協議及成立台灣第一個城市科技實驗室，同時是麻省理工學院海外授權的第5間實驗室，在仿真狗領域已有初步成果，機械魚領域已獲得科技養殖業者注意及洽談合作。

## 跨校合作

### 學分、學程及學位
「人工智慧與大數據高階管理雙聯碩士學位學程專班」由北科大與德大阿靈頓分校在2020年合作辦理，可讓學生取得阿靈頓畢業證書，因部分學生可以在未取得台北科技大學畢業資格下獲取阿靈頓學位而勒令113學年停招，後「高階管理碩士雙聯學位學程」、「人工智慧與大數據高階管理雙聯碩士學位學程」仍繼續招生，並註明必須同時獲取台北科技大學及阿靈頓的最低畢業學分才可獲取學位。

## 外部連結
- 國立臺北科技大學（页面存档备份，存于）
- 國立臺北科技大學圖書館（页面存档备份，存于）
- 國立臺北科技大學校史館
- 國立臺北科技大學校友會（页面存档备份，存于）
- 國立臺北科技大學校園配置圖
- 《台北科技大學通識教育中心：百年校史——日治篇》
- 《台北市大安區公所：大安區古蹟介紹——台北工業學校紅樓》
- 《台北工業學校紅樓》—文化部文化資產局（页面存档备份，存于）
- 臺灣大專院校整併
- 大專校院校務資訊公開平台（页面存档备份，存于）